# 勒巴尔布
勒巴尔布（法語：Le Barboux，法語發音：[lə baʁbu]）是法国杜省的一个市镇，位于该省东部，属于蓬塔利耶区。

## 地理
勒巴尔布（47°7'14"N, 6°43'1"E）面积11.26 平方千米，位于法国勃艮第-弗朗什-孔泰大區杜省，该省份为法国东部内陆省份，北起上索恩省，西接汝拉省，东部及东南部与瑞士接壤，东北部与贝尔福地区省接壤。
与勒巴尔布接壤的市镇（或旧市镇、城区）包括：勒吕塞、纳尔比耶、维莱勒拉克、拉舍纳洛特。

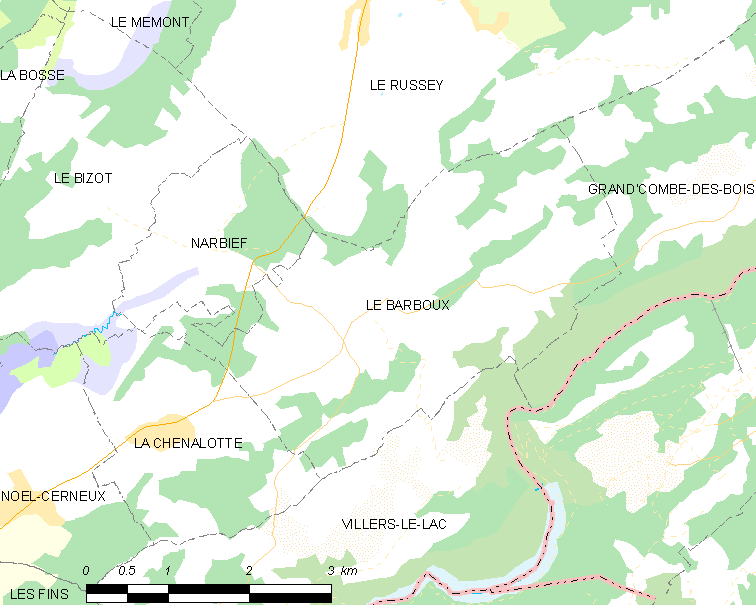
勒巴尔布的OSM定位图

勒巴尔布的时区为UTC+01:00、UTC+02:00（夏令时）。

## 行政
勒巴尔布的邮政编码为25210，INSEE市镇编码为25042。

## 政治
勒巴尔布所属的省级选区为莫尔托县。

## 人口

1962-2008年间勒巴尔布人口变化图示

勒巴尔布于2022年1月1日时的人口数量为238人。